# Juicio a un desconocido
Juicio a un desconocido es una película dramática estadounidense de 1989 dirigida por Fons Rademakers y escrita por Paul Hengge. La película está protagonizada por Liv Ullmann, Maximilian Schell y Peter Fonda. La película fue lanzada el 22 de diciembre de 1989 por Cannon Film Distributors.

## Sinopsis
En el aeropuerto de Frankfurt a un anciano ataca a otro. Uno llega al hospital, el otro bajo custodia. El atacante no habla una palabra y no tiene papeles. Solo un tatuaje en el antebrazo apunta a un campo de concentración pasado. La abogada obligatoria Gabriele Freund hace todo lo posible para determinar la identidad de su cliente. Solo si ella conoce su motivo podrá defenderlo.

## Reparto
- Liv Ullmann como Gabriele Freund.
- Maximilian Schell como Aaron.
- Peter Fonda como Herbert.
- Jan Niklas como Paessler.
- Hanns Zischler como Eckert.
- Kurt Hübner como Krenn.
- Georg Marischka como Brinkmann.
- Gila Almagor como Ruth.
- Lena Müller como Tina.
- Nicolaus Sombart como Judge.
- Özay Fecht como Mrs. Marques
- Achim Ruppel como Klaus.